# Eurybia furcata
Eurybia furcata là một loài thực vật có hoa trong họ Cúc. Loài này được (E.S.Burgess) G.L.Nesom mô tả khoa học đầu tiên năm 1995.